# Europacup I 1990/91
De 36ste editie van de Europacup I werd voor het eerst gewonnen door Rode Ster Belgrado in de penaltyreeks tegen Olympique Marseille. Het was nog maar de tweede keer dat een Oost-Europese club de competitie zou winnen. Het was ook de laatste keer dat het toernooi volledig met knock-outfasen werkte, vanaf het volgende seizoen werd er ook met groepsfasen gewerkt. Er was geen Nederlandse deelname: Landskampioen Ajax was door het staafincident uitgesloten.

## Eerste ronde
| Team #1                | Tot.   | Team #2                | 1ste wed | 2de wed |
| ---------------------- | ------ | ---------------------- | -------- | ------- |
| APOEL Nicosia          | 2 - 7  | Bayern München         | 2 - 3    | 0 - 4   |
| KA Akureyri            | 1 - 3  | CSKA Sofia             | 1 - 0    | 0 - 3   |
| Dinamo Boekarest       | 5 - 1  | St. Patrick's Athletic | 4 - 0    | 1 - 1   |
| FC Porto               | 13 - 1 | Portadown FC           | 5 - 0    | 8 - 1   |
| Rode Ster Belgrado     | 5 - 2  | Grasshopper-Club       | 1 - 1    | 4 - 1   |
| Valletta FC            | 0 - 10 | Rangers FC             | 0 - 4    | 0 - 6   |
| Union Luxemburg        | 1 - 6  | Dynamo Dresden         | 1 - 3    | 0 - 3   |
| Malmö FF               | 5 - 4  | Beşiktaş JK            | 3 - 2    | 2 - 2   |
| Napoli SS              | 5 - 0  | Újpest Dósza SC        | 3 - 0    | 2 - 0   |
| TJ Sparta Praag        | 0 - 4  | Spartak Moskou         | 0 - 2    | 0 - 2   |
| Odense BK              | 1 - 10 | Real Madrid            | 1 - 4    | 0 - 6   |
| FC Swarovski Tirol     | 7 - 1  | Kuusysi Lahti          | 5 - 0    | 2 - 1   |
| AC Milan               | Bye    |                        | -        | -       |
| Lillestrøm SK          | 1 - 3  | Club Brugge KV         | 1 - 1    | 0 - 2   |
| Lech Poznań            | 5 - 1  | Panathinaikos Athene   | 3 - 0    | 2 - 1   |
| Olympique de Marseille | 5 - 1  | KS Dinamo Tirana       | 5 - 1    | 0 - 0   |

## Tweede ronde
| Team #1            | Tot.             | Team #2                | 1ste wed | 2de wed |
| ------------------ | ---------------- | ---------------------- | -------- | ------- |
| Bayern München     | 7 - 0            | CSKA Sofia             | 4 - 0    | 3 - 0   |
| Dinamo Boekarest   | 0 - 4            | FC Porto               | 0 - 0    | 0 - 4   |
| Rode Ster Belgrado | 4 - 1            | Rangers FC             | 3 - 0    | 1 - 1   |
| Dynamo Dresden     | 2 - 2 (5-4 n.p.) | Malmö FF               | 1 - 1    | 1 - 1   |
| SSC Napoli         | 0 - 0 (3-5 n.p.) | Spartak Moskou         | 0 - 0    | 0 - 0   |
| Real Madrid        | 11 - 3           | FC Swarovski Tirol     | 9 - 1    | 2 - 2   |
| AC Milan           | 1 - 0            | Club Brugge KV         | 0 - 0    | 1 - 0   |
| Lech Poznań        | 4 - 8            | Olympique de Marseille | 3 - 2    | 1 - 6   |

## Kwartfinale
| Team #1            | Tot.  | Team #2                | 1ste wed | 2de wed |
| ------------------ | ----- | ---------------------- | -------- | ------- |
| Bayern München     | 3 - 1 | FC Porto               | 1 - 1    | 2 - 0   |
| Rode Ster Belgrado | 6 - 0 | Dynamo Dresden         | 3 - 0    | 3 - 0*  |
| Spartak Moskou     | 3 - 1 | Real Madrid            | 0 - 0    | 3 - 1   |
| AC Milan           | 1 - 4 | Olympique de Marseille | 1 - 1    | 0 - 3** |

* Wedstrijd na 78 minuten gestopt door rellen. Rode Ster leidde met 2-1 en kreeg een 3-0-overwinning toegewezen.

** Na 88 minuten leidde Marseille met 1-0 toen het licht uitviel, toen dat gemaakt was weigerde Milan verder te spelen en kreeg Marseille een 3-0-overwinning.

## Halve finale
| Team #1        | Tot.  | Team #2                | 1ste wed | 2de wed |
| -------------- | ----- | ---------------------- | -------- | ------- |
| Bayern München | 3 - 4 | Rode Ster Belgrado     | 1 - 2    | 2 - 2   |
| Spartak Moskou | 2 - 5 | Olympique de Marseille | 1 - 3    | 1 - 2   |

## Finale
| Team #1            | Res.             | Team #2                |
| ------------------ | ---------------- | ---------------------- |
| Rode Ster Belgrado | 0 - 0 (5-3 n.p.) | Olympique de Marseille |

## Kampioen
| Europacup I – Seizoen 1990/91 |
| ----------------------------- |
| Rode Ster Belgrado 1ste titel |